# Sabadell
Sabadell [səβəˈðeʎ] (Provinz Barcelona) ist eine Industriestadt in Katalonien (Spanien) und liegt etwa 20 km nördlich von Barcelona. 2024 hatte die Gemeinde 222.177 Einwohner.

## Geografische Lage
Die Stadt liegt auf 189 m Höhe (Plaça de Sant Roc).
Sabadell liegt in der Comarca Vallès Occidental und ist zusammen mit der Nachbarstadt Terrassa das Verwaltungszentrum dieses Kreises. Das Stadtgebiet umfasst 3850,5 ha, wobei 1859,2 ha auf den Stadtkern entfallen. Die Stadt liegt am Fluss Ripoll.

## Namensherkunft
Der Ortsname Sabadell wurde zum ersten Mal in einem Manuskript aus dem Jahre 1050 in Bezug auf eine Handelsroute im Zusammenhang mit der Stadt Sant Cugat del Vallès erwähnt. Die Herkunft des Namens ist jedoch bis heute nicht geklärt und die Erklärungen teilen sich in verschiedene Lager auf. Eine Hypothese bezieht sich auf die Ankunft einer Familie Collsabadell, die eine Herberge betrieb, eine weitere auf den lateinischen Ortsnamen badallum in Bezug auf die damalige römischen Festung über dem Fluss Ripoll und des Weiteren auf die Kirche von San Salvador, die in alten Kirchendokumenten als Salvadorell zu Salvadell geführt wird. Einige Historiker leiten den Namen Sabadell jedoch von sabbatum (Samstag) ab, an dem der Markt stattfindet, und begründen dies mit der im Wappenschild geführten Zwiebel.

## Geschichte
Archäologische Funde im Bereich der Roqueta Gambús belegen, dass der Kern des ursprünglichen Dorfs Sabadell von Bauern und Hirten aus Europa vor mehr als 3800 Jahren genutzt wurde. Die Bewohner, damals Iberer Arrahona genannt, betrieben hauptsächlich Landwirtschaft, Viehzucht, Jagd und Fischerei. Ihre Häuser hatten einen einfachen rechteckigen Grundriss und wurden aus Steinen in Trockenmauerbauweise erbaut. Ihre verwendete Keramik war nicht sehr weit entwickelt und belegt die Herkunft aus der Bronze- und Eisenzeit.
Nach Ankunft der Römer 218 v. Chr. begann ein Prozess der Romanisierung in der iberischen Kultur. Die frühen römischen Fundstellen und Freilegungen der Gebäude und Villen weisen darauf hin, dass in dieser Zeit die Anlagen hauptsächlich für die Verarbeitung von Wein genutzt wurden.
Während des Mittelalters wurden am rechten Ufer des Flusses Ripoll Gebäude errichtet, die ersten Gebäude neben der Kapelle von San Salvador (heute die Kirche von San Felix), wo seit 1076 der Standort von Mehlmühlen dokumentiert ist. Zwei Mühlen aus dieser Zeit wurden restauriert und sind heute zu besichtigen.
In der römischen Zeit befand sich ein kleines Dorf auf dem Gelände, wo heute die Kirche von La Salut steht. Dieses Dorf wurde im Mittelalter erstmals erwähnt unter dem Namen Arraona oder auch Arrahona. Ein weiteres kleines Dorf befand sich auf der anderen Seite des Flusses Ripoll. Dieses zweite Dorf trug den Namen Sabadell. 1378 lebten dort rund 600 Personen und die Chronik verzeichnete 152 Häuser. Sabadell war umgeben von einer Mauer. Im 16. Jahrhundert entstanden aufgrund des Bevölkerungswachstums weitere Häuser außerhalb der Stadtmauer.
Zu diesem Zeitpunkt begann auch die Einführung und Verbreitung industrieller Formen der Produktion und Distribution von Waren und Dienstleistungen in der Stadt, die sich vor allem auf Kleidung aus Wolle spezialisiert hatte. Die Bedeutung der Wollindustrie in Sabadell stieg im Laufe der nächsten Jahrhunderte. Bereits im Jahr 1800 war die Bevölkerung der Stadt auf über 2000 Menschen gewachsen.
Das 19. Jahrhundert brachte zwei weitere wichtige Entwicklungen für Sabadell. 1856 wurde der Ort ans Eisenbahnnetz angeschlossen. 1877 bekam Sabadell nach Zusammenlegung der umliegenden Dörfer die Stadtrechte. Bei der Volkszählung von 1897 verzeichnete Sabadell bereits eine Bevölkerungszahl von 23.044 Menschen.
Sabadell wurde zum wichtigsten Hersteller von Bekleidung aus Wolle in ganz Spanien, und diese Kleidung wurde weltweit exportiert.
| Jahr      | 1856   | 1970    | 1975    | 1981    | 1986    | 1991    | 1996    | 2000    | 2007    | 2008    |
| --------- | ------ | ------- | ------- | ------- | ------- | ------- | ------- | ------- | ------- | ------- |
| Einwohner | 23.044 | 158.311 | 182.926 | 186.115 | 186.123 | 189.404 | 185.798 | 183.727 | 201.712 | 203.996 |

## Politik
Sabadell ist wie viele Städte in der Umgebung von Barcelona traditionell eine Hochburg der sozialistischen Partei. Die Kommunalwahl 2007 ergab folgende Sitzverteilung im Gemeinderat:
| 1. PSC-PM: 13 Sitze 2. CiU 5 Sitze 3. ICV-EUiA-EPM: 4 Sitze | 1. PP: 2 Sitze 2. ES-CAV: 2 Sitze 3. Esquerra-AM 1 Sitz |

## Verwaltung

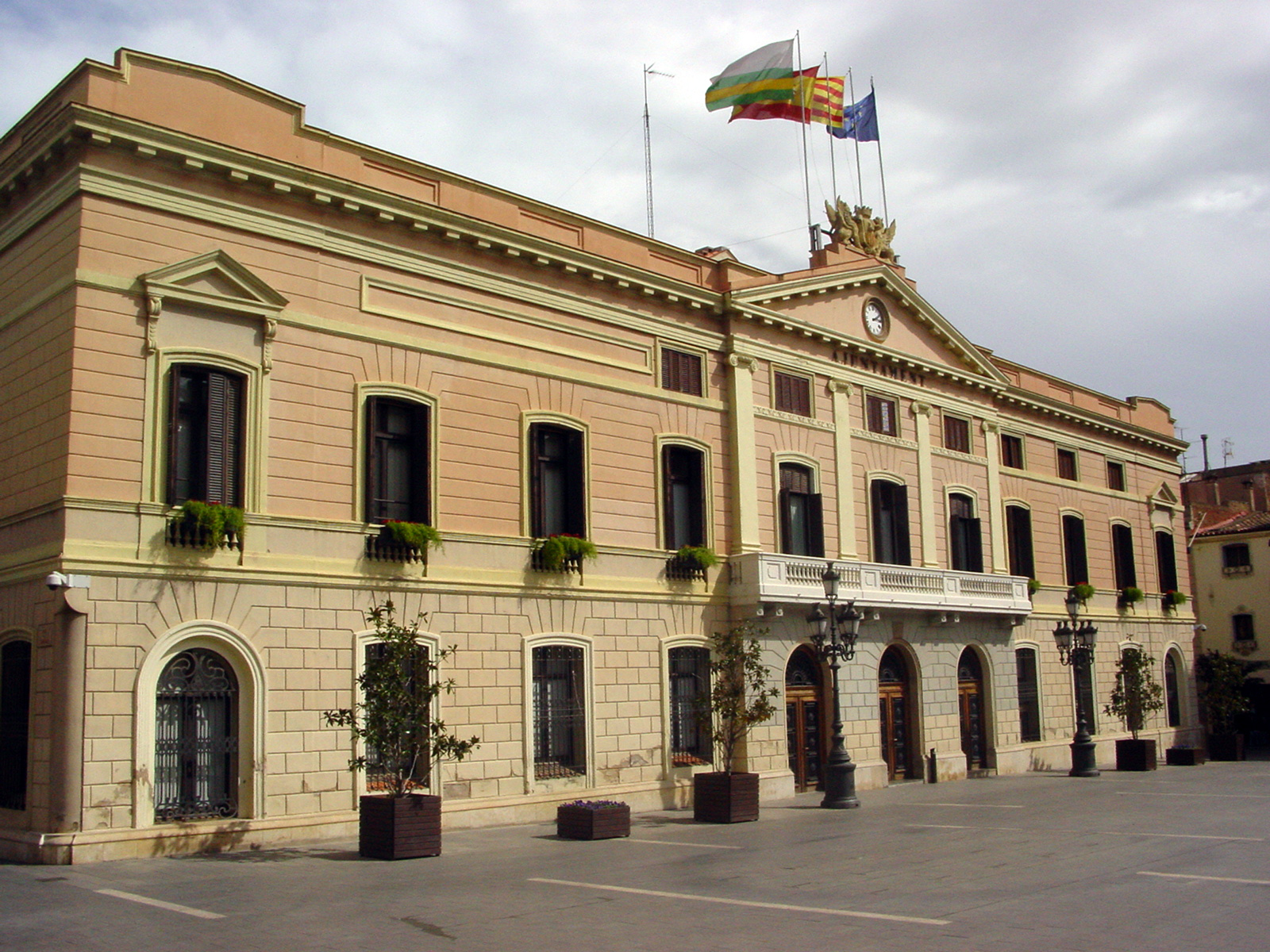
Ajuntament Rathaus Sabadell

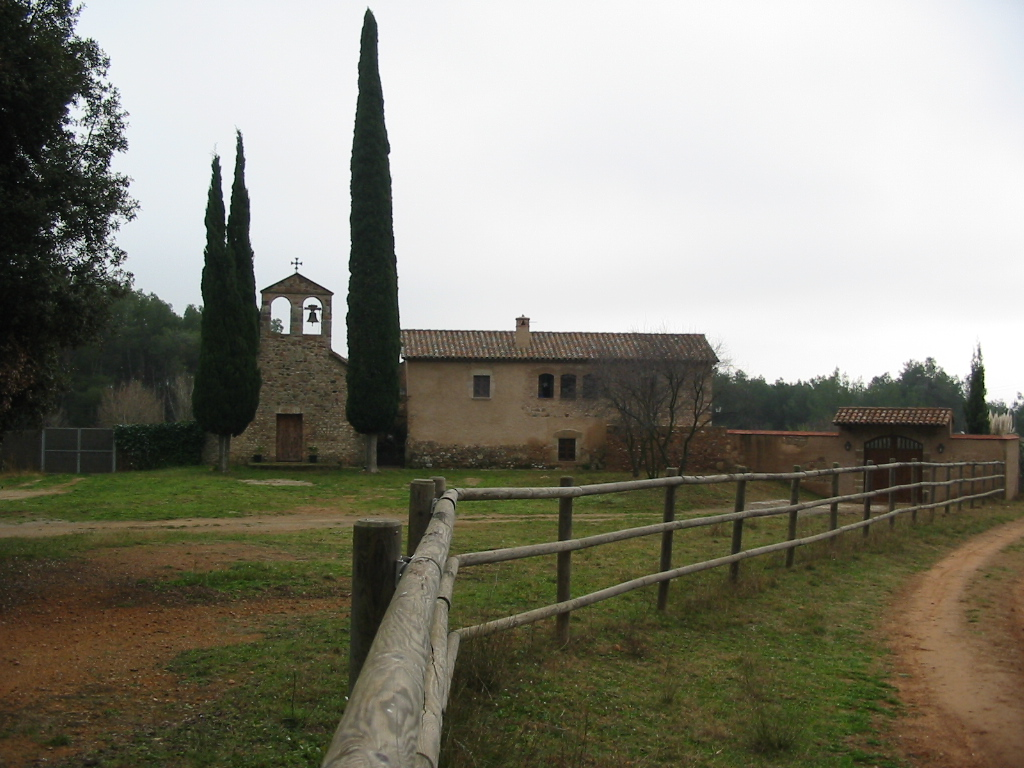
Togores

Die Stadt Sabadell ist in sieben Verwaltungsbezirke (Districte) und Unterbezirke (Sector) unterteilt:
| - Districte 1 - Sector Centre: - Centre - Hostafrancs - La Cobertera - Sector Sant Oleguer: - Laietana - Sol i Padrís - Avinguda-Eixample                 | - Districte 2 - Sector La Creu Alta: - La Creu Alta - Sector Can Puiggener: - Can Puiggener - Sector Togores | - Districte 3 - Sector Ca n'Oriac: - Ca n’Oriac - Torreguitart - Torrent del Capellà - Sector Nord: - Sant Julià - La Plana del Pintor - Can Deu - La Roureda - Sector Sant Julià |
| - Districte 4 - Sector La Concòrdia: - La Concòrdia - Can Borgonyó - Sector Can Rull: - Can Rull - Cifuentes - Via Alexandra - Sector Berard: - Can Llong | - Districte 5 - Sector Gràcia - Gràcia - Sector Can Feu - Can Feu - Els Merinals - Can Gambús - Sector Oest  | - Districte 6 - Sector La Creu de Barberà: - La Creu de Barberà - Les Termes - Sector Sud: - Espronceda - Campoamor - Sector Sant Pau                                             |
| - Districte 7 - Sector La Serra: - El Poblenou - Torre-Romeu - Sector Est                                                                                 | | |

## Wirtschaft und Infrastruktur

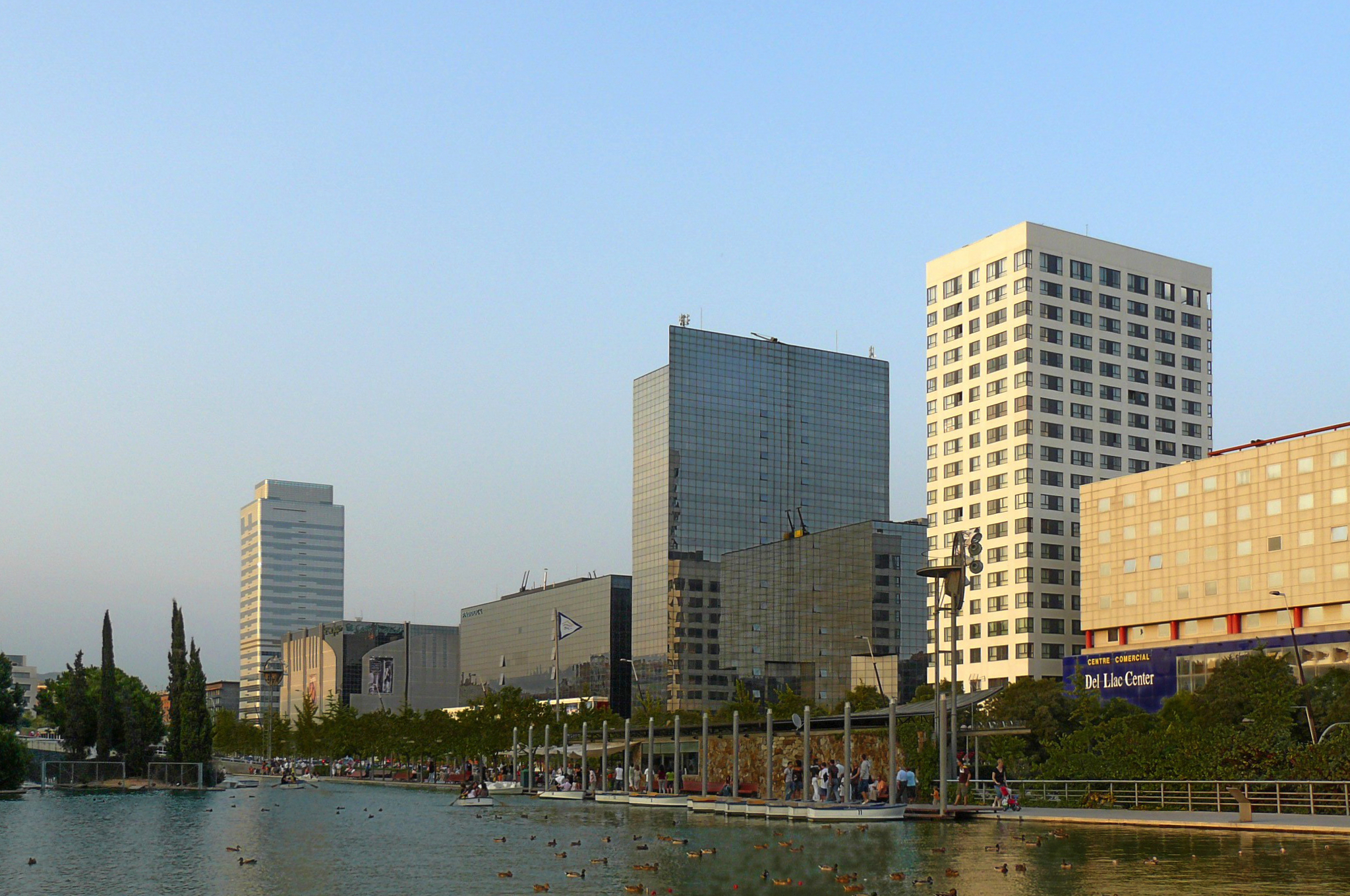
Eix Macià de Sabadell

Neben der Textilindustrie wurde Sabadell zur größten nordostspanischen Industriestadt der Metall-, Papier-, Lederindustrie und keramischen Industrie sowie Handelszentrum für Agrarprodukte.
Sabadell ist auch Hauptsitz der heutigen Bankengruppe Banco Sabadell, der viertgrößten Bankengruppe Spaniens. Die Banco Sabadell wurde im Dezember 1881 durch 127 Geschäftsleute aus Sabadell gegründet, um die einheimische Industrie finanziell zu unterstützen.

### Bildung
Die Stadt verfügt über 35 Schulen der Primarstufe (Grundschule) und zwölf öffentliche weiterführende Schulen des sekundären Bildungsbereichs, die zur Hochschulreife führen, sowie eine Berufsschule.

### Individualverkehr
Im Westen erschließt die Autopista C-58 Sabadell, drei verschiedene Zufahrten verbinden die Stadt mit Terrassa und Barcelona. Durch die Stadt verläuft die N-150 (auch bekannt als Carretera de Barcelona oder auch Carretera de Terrassa genannt). Im Osten gibt es die C-155, eine Verbindung nach Granollers. Im Südosten liegt die B-140, diese Autobahn verbindet Sabadell mit Santa Perpètua de Mogoda. Im Nordosten gibt es die Straße von Prats Lluçanès (B-142), über die auch Verbindung mit Castellar del Vallès besteht. Im Norden erschließt die Straße Matadepera (BV-1248) die Verbindungen zu den Autobahnen und Schnellstraßen in alle Hauptrichtungen.

### Eisenbahnen

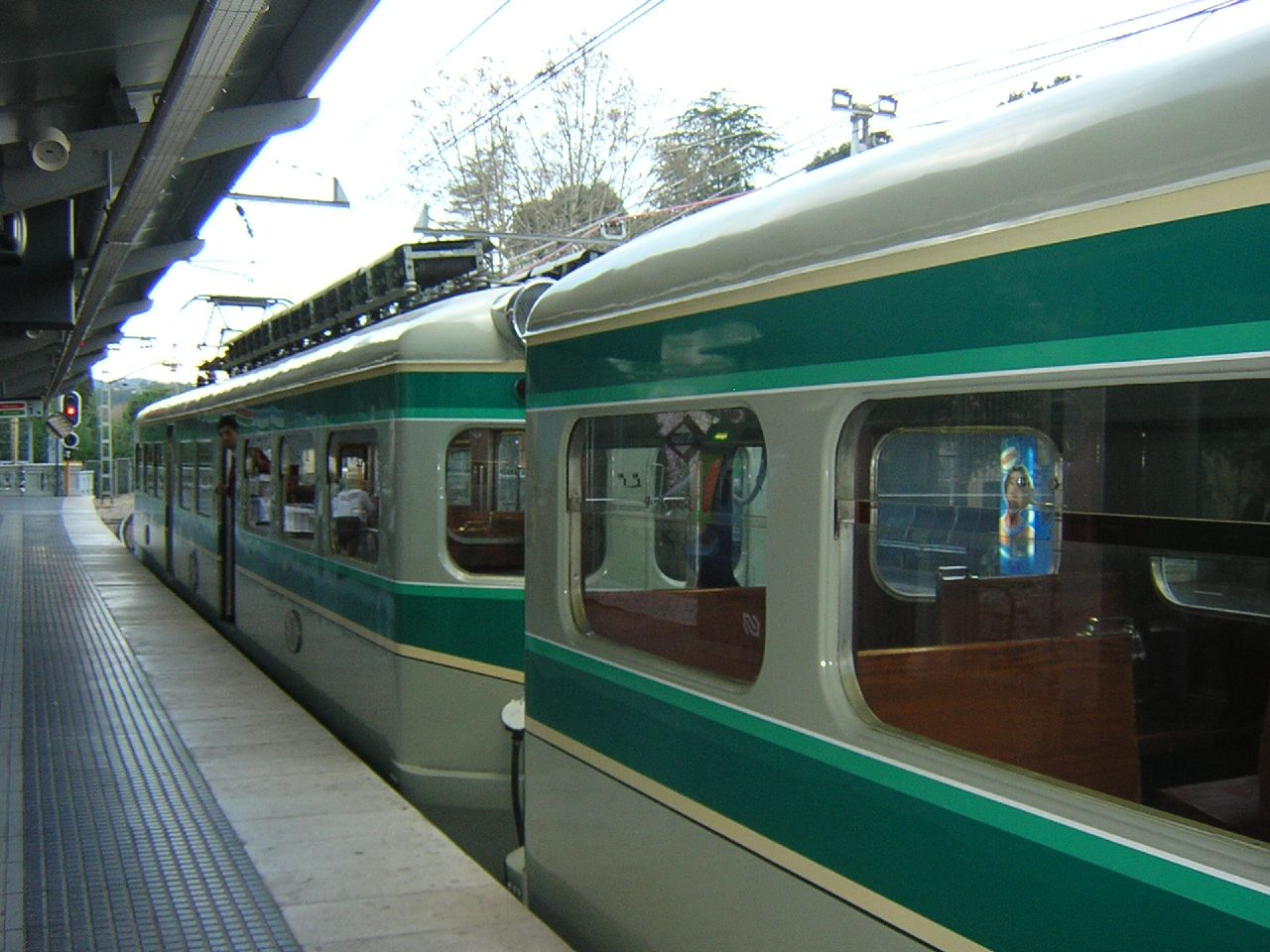
Serie „Granota“ der Ferrocarrils de Catalunya

Sabadell ist über die Linie S2 der katalanischen Staatsbahn Ferrocarrils de la Generalitat de Catalunya (FGC) mit den Städten Barcelona und Sant Cugat del Vallès verbunden. Sabadell hat zwei Bahnhöfe, einen Bahnhof in der Nähe von Gràcia und einen in Sabadell Mitte (Rambla) sowie weitere 4 kleinere Stationen, die das Stadtgebiet mit der Linie S2 verbinden. Die Linie 4 mit den drei S-Bahnhöfen in Sabadell-Mitte, Sabadell-Süd und Sabadell-Nord stellen die Zubringer zur Linie S2 her.
Die FGC-Linien sollen in den kommenden Jahren ausgebaut werden. Die Studien werden zurzeit durch die Fachabteilungen der Generalitat de Catalunya und dem Verkehrsausschuss der Stadtverwaltung erarbeitet.

### Autobus
Busverbindungen bestehen zu den folgenden Ortsteilen und Städten: Andorra la Vella, Barcelona, Badalona, Badia del Vallès, Barberà del Vallès, Caldes de Montbui, Castellar del Vallès, Cerdanyola del Vallès – Campus Universitari, Granollers, Manresa, Martorell, Matadepera, Mataró, Palau-solità i Plegamans, Polinyà, Ripollet, Rubí, Sentmenat, Sant Llorenç Savall, Sant Quirze del Vallès, Santa Perpètua de Mogoda, la Seu d’Urgell, und Solsona i Terrassa.

#### Nahverkehr
Im Nahverkehr bestehen folgende innerstädtische Verbindungen durch das Busunternehmen Transports Urbans de Sabadell (T.U.S):
| - Línia 1: Can Deu – Estació Sud - Línia 2: Can Deu – La Creu de Barberà - Línia 3: Can Deu – La Romànica - Línia 4: Castellarnau – el Poblenou - Línia 5: Can Rull – Les Termes - Línia 6: Can Roqueta – Can Llong - Línia 7: La Roureda – Can Deu | - Línia 8: La Roureda – Zona Industrial - Línia 9: Castellarnau – Estació Centre - Línia 10: Sant Julià – Plaça de Barcelona - Línia 11: Gran Via Sud – Hospital Taulí - Línia 23: Can Roqueta – Sant Bernat - Línia 80: Plana del Pintor – Plaça de Picasso |

### Flughafen
Im Süden der Stadt liegt der Flughafen Sabadell. Nach deutscher Definition entspricht er einem Verkehrslandeplatz der allgemeinen Luftfahrt (Nicht-Linienverkehr) und wird zur Ausbildung von Piloten und für Zubringerflüge genutzt. Das Flugaufkommen des Aeroport de Sabadell lag im Jahr 2019 bei 50.663 Flugbewegungen. Er befindet sich im Besitz der spanischen Flughafengesellschaft AENA. Die nächstgelegenen Flughäfen mit internationalem Flugbetrieb sind der Aeroport de Barcelona, rund 45 Kilometer südlich gelegen, und der Aeroport de Girona, der sich 85 Kilometer nördlich von Sabadell befindet.

## Sport
Centre d’Esports Sabadell Futbol Club – kurz CE Sabadell – ist der bekannteste Fußballverein der Stadt. Weitere bedeutende Vereine in der Stadt sind der Schwimmverein Club Natació Sabadell (CNS) mit mehr als 27.000 Mitgliedern, die Unió Excursionista de Sabadell (UES) mit fast 4.000 Mitgliedern und der Club Esportiu Escola Pia Sabadell, der in den Sportarten Indoor-Fußball und Basketball herausragt.

## Sehenswürdigkeiten

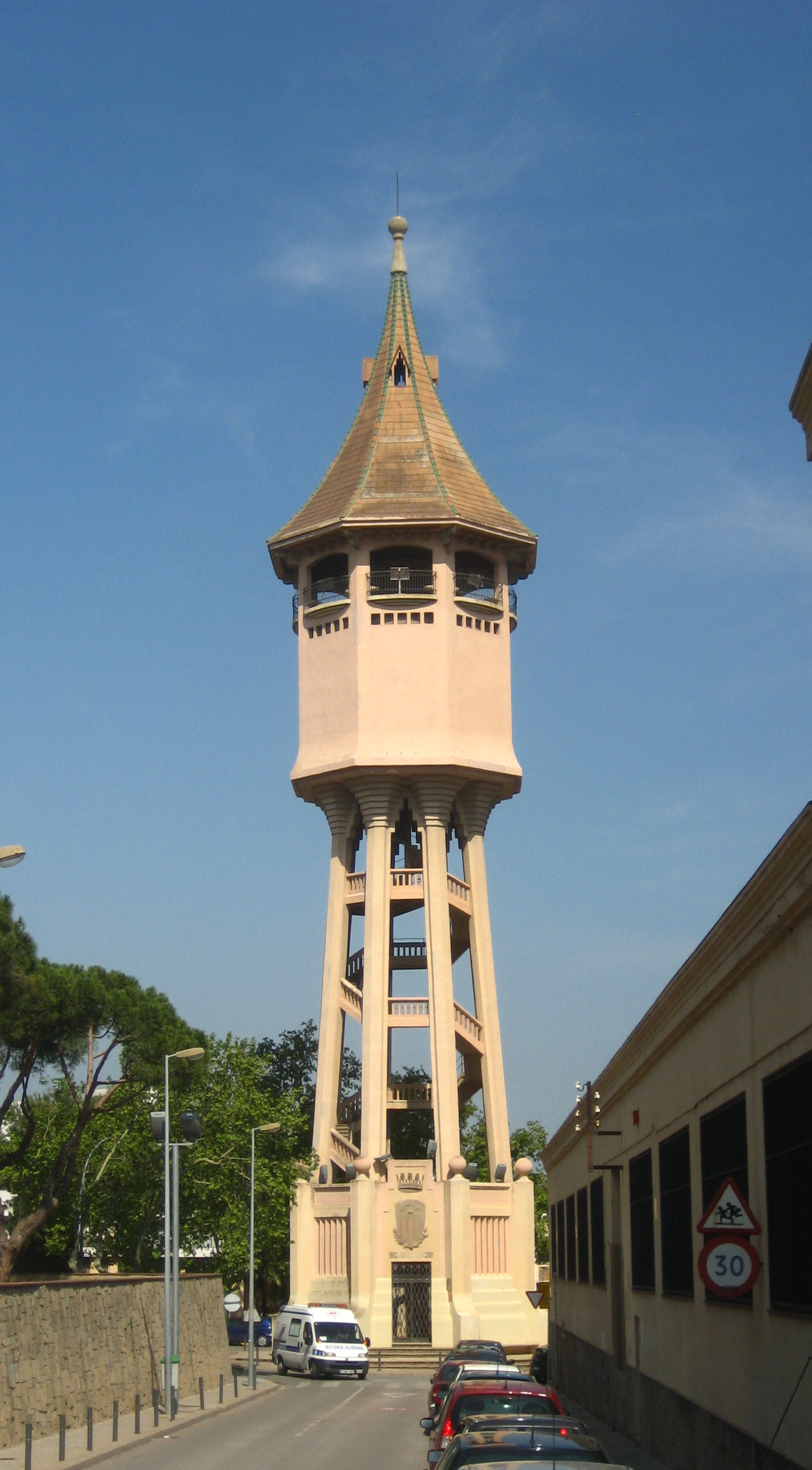
Wasserturm

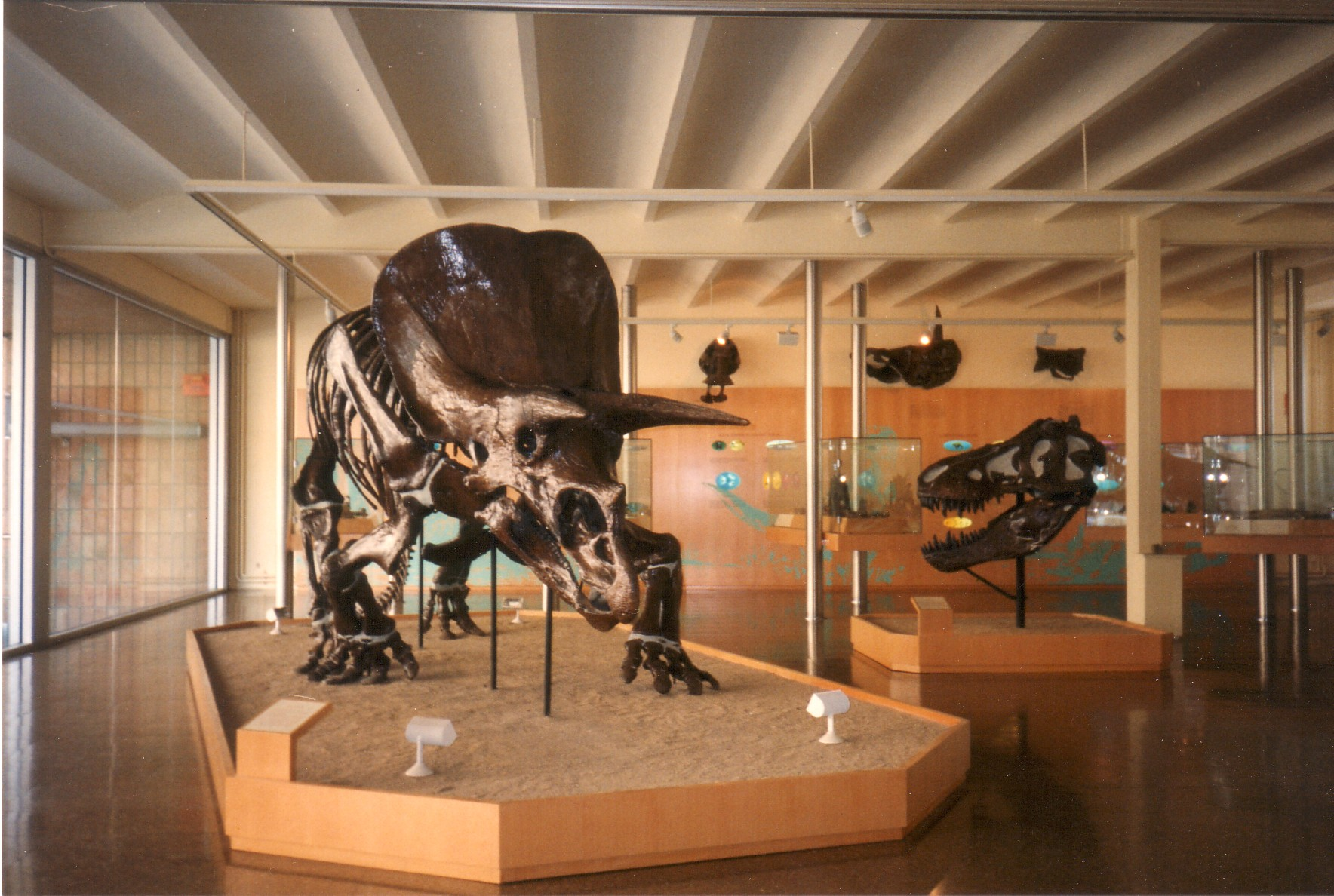
Institut Català de Paleontologia Miquel Crusafont

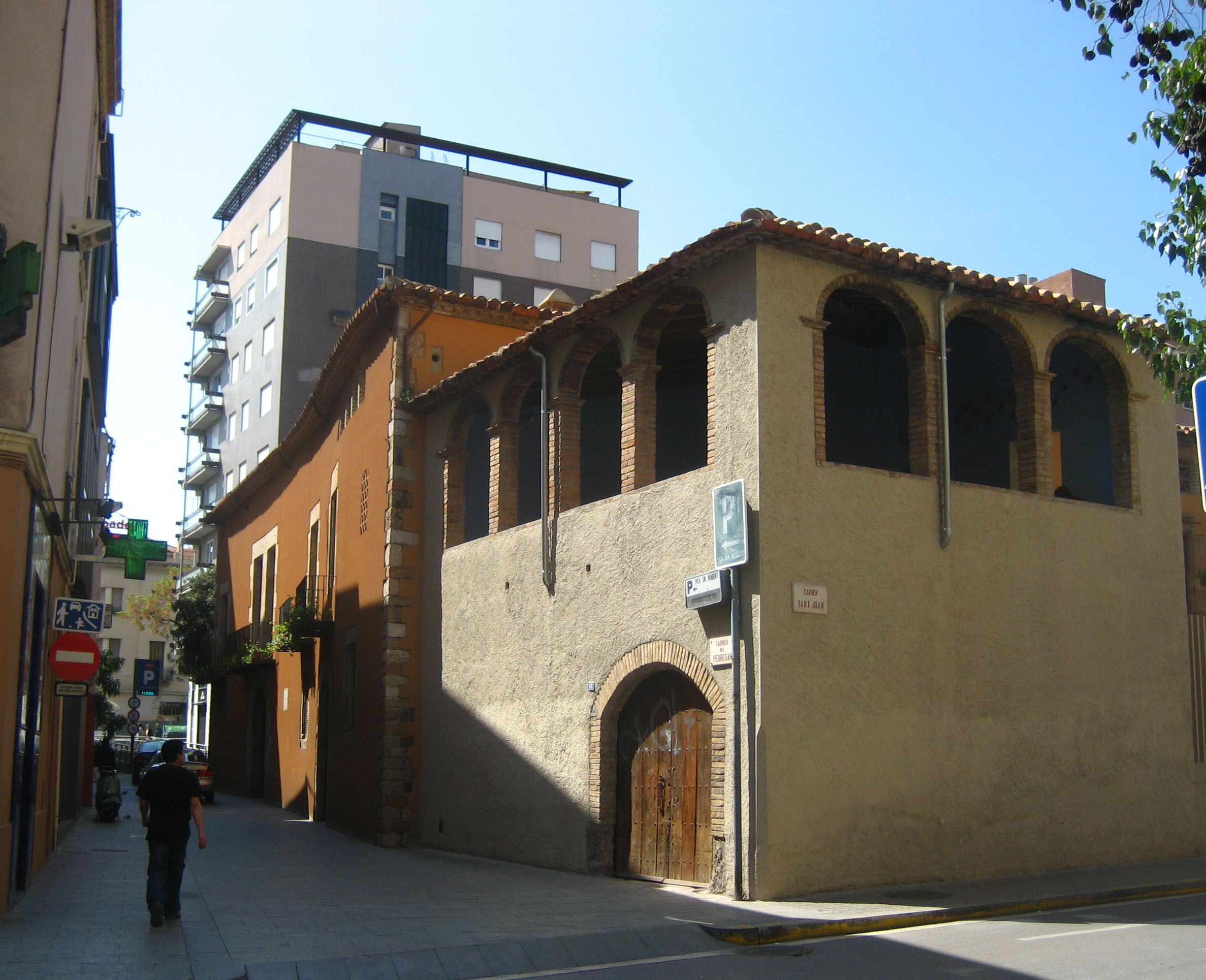
Casa Duran

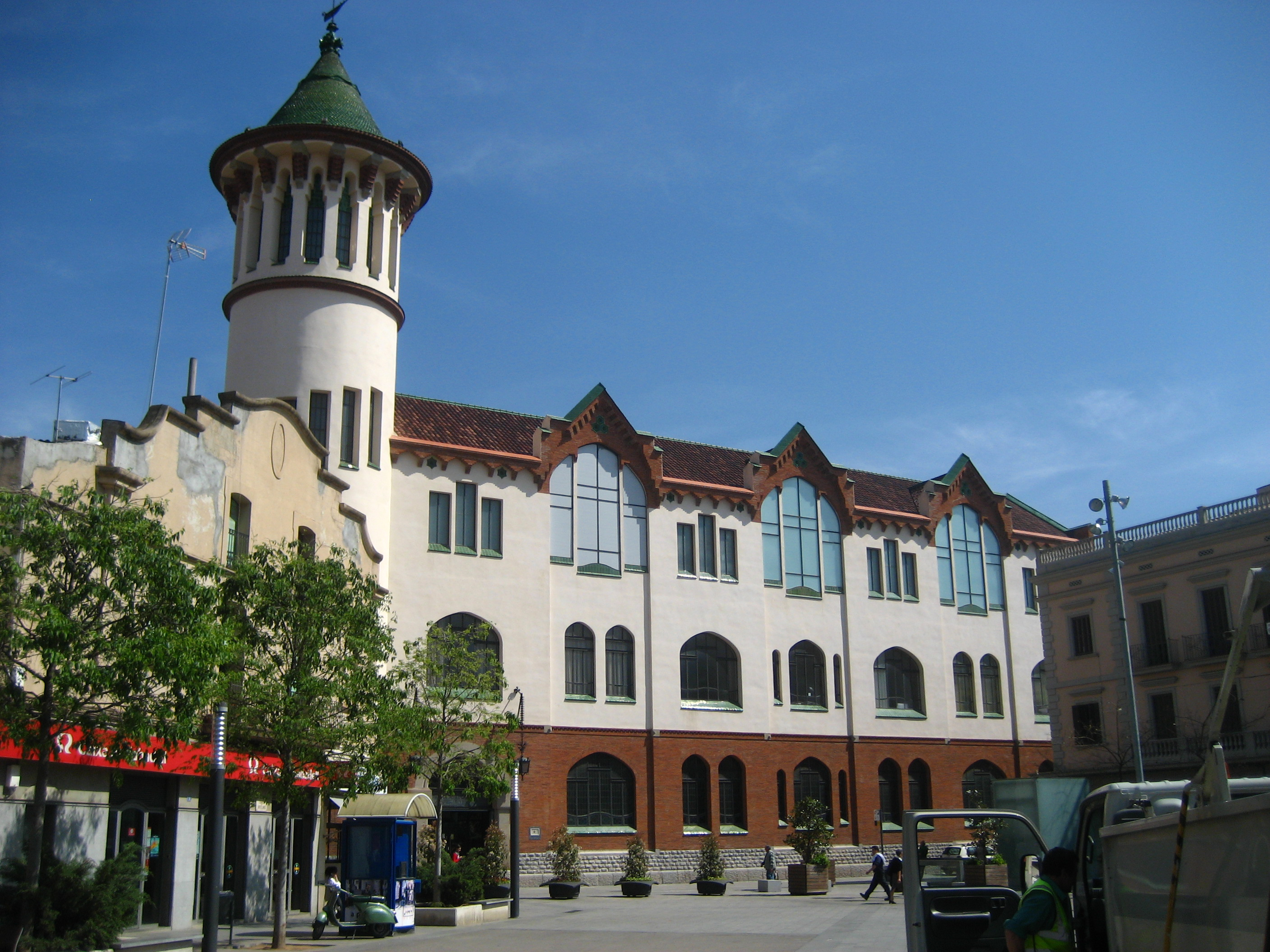
Gebäude der Caixa Sabadell

- Torre de l’aigua, Wasserturm von 1918
- Ajuntament de Sabadell, Rathaus der Stadt erbaut 1871–1872
- Campanar de Sant Fèlix, Kirche aus 1724
- Teatre Principal, das älteste Theater in Katalonien erbaut 1866
- Font Rosella, die erste Wasserversorgung der Stadt aus dem Jahre 1367
- Institut Paleontològic Dr. Miquel Crusafont
- Edifici Caixa Sabadell, das Gebäude der Sparkasse wurde 1915 im Stil der katalanischen Moderne des frühen zwanzigsten Jahrhunderts von Antonio Martorell erbaut.
- Molí d’en Font
- Molí de Mornau
- Parc de Catalunya
- Torrent de Colobrers
- Casa Duran erbaut 1606

## Museen
- Museu d’Història de Sabadell – Historisches Museum 1859
- Museu d’Art de Sabadell – Kunstmuseum
- Observatori Astronòmic de Sabadell – Sternwarte

## Kultureinrichtungen
Acadèmia de Belles Arts de Sabadell Fundació Privada, Alliance Française, Associació Amics de la UNESCO de Sabadell, Casal d’Europa de Sabadell, Centre Parroquial de Sant Vicenç, Cine Club Sabadell, Fundació Ars, Fundació Bosch i Cardellach, Fundació La Mirada, Fundació Maria-Mercè Marsal, Òmnium Cultural, Orquestra Simfònica del Vallès.

## Söhne und Töchter der Stadt
- Jordi Boixaderas (* 1959), Schauspieler
- Mónica Bosch (* 1972), Skirennläuferin
- Sergio Busquets (* 1988), Fußballspieler
- Miquel Calçada (* 1965), „Mikimoto“ Radio- und TV-Journalist
- Juan Manuel Cañizares (* 1966), Flamenco-Gitarren-Virtuose
- Queralt Castellet (* 1989), Snowboarderin
- Teresa Claramunt (1862–1931), Feministin, Anarchistin und Syndikalistin
- Juan Serrano „Finite Córdoba“ (* 1971), Torero
- Sergio Dalma (Josep Sergi Capdevila Querol) (1964), Sänger
- Pau Vila Dinares (* 1881), Forscher, Schriftsteller und Destacado Geograph, Autor der regionalen Aufteilung von Katalonien
- Antonio Esparza (* 1962), Radrennfahrer
- Manuel Esparza (* 1951), Radrennfahrer
- José-Maria Fernández (* 1945), Autorennfahrer
- Juan Fernández (1930–2020), Autorennfahrer
- Judith Forca (* 1996), Wasserballspielerin
- Aleix Franch (* 1966), Handballspieler
- Maica García (* 1990), Wasserballspielerin
- Marina Gatell (* 1979), Schauspielerin
- Jordi Gené (* 1970), Automobilrennfahrer
- Marc Gené (* 1974), Formel-1-Fahrer
- Aleix Gómez (* 1997), Handballspieler
- Daniel Grao (* 1976), Schauspieler
- Òscar Grau (* 1964), Handballspieler und Sportmanager
- Moisés Hurtado (* 1981), Fußballspieler
- Daniel Fernández Jiménez (* 2001), Handballspieler
- Jimmy Jump (* 1976), „Flitzer“
- Genís García Janyent (* 1975), Fußballspieler
- Oriol Junyent (* 1976), Basketballspieler
- Óscar García Junyent (* 1973), Fußballspieler
- Roger García Junyent (* 1976), Fußballspieler
- Sergi Mateu (* 1955), Schauspieler
- David Meca (* 1974), Schwimmer, spezialisiert in offenen Gewässern, Langstreckenschwimmer und Extremsportler
- Josep Moix (* 1899), Generalsekretär der Partei PSUC
- José Molíns (1933–2023), Mittel- und Langstreckenläufer
- Mateo Morral (* 1880), Anarchist
- Oleguer (* 1980), Fußballspieler
- Miguel Pacheco (* 1931), Radprofi
- Miquel Crusafont i Pairó (1910–1983), Paläontologe, Förderer und Leiter des nach ihm benannten Institut Català de Paleontologia Miquel Crusafont
- Dani Pedrosa (* 1985), Motorradrennfahrer
- Marcelino Pérez (* 1955), Fußballspieler und -trainer
- Albert Pla (* 1966), Sänger
- Miguel Quesada (* 1979), Mittelstreckenläufer
- Javier Ríos (* 1981), Schauspieler
- Àngel Rodamilans i Canals (1874–1936), Benediktiner und Musiker
- José Kanté (* 1990), spanisch-guineischer Fußballspieler
- Joan Oliver i Sallarés (* 1899), Dichter und Dramatiker der katalanischen Literatur
- Alberto Sant (* 1933), Radrennfahrer
- Marta Sanz-Solé (* 1952), Mathematikerin und Hochschullehrerin
- Ian Tarrafeta (* 1999), Handballspieler
- Cristian Tello (* 1991), Fußballspieler
- Octavi Uploads (* 1974), Schauspieler
- Gustavo Wennberg (1920–1983), schwedisch-spanischer Maler, Plakatmaler, Bühnenmaler, Zeichenlehrer und Glasmaler
- Aschwin Wildeboer (* 1986), Schwimmer
- Olaf Wildeboer (* 1983), Schwimmer